# 판도라 (보석)
판도라(Pandora)는 페르 에네볼드센(Per Enevoldsen)이 1982년에 설립한 덴마크의 보석 제조업체이자 소매업체이다. 이 회사는 코펜하겐에서 가족이 운영하는 보석 가게로 시작했다.
판도라는 맞춤형 참 팔찌, 디자이너 반지, 귀걸이, 목걸이 및 (현재 단종된) 시계로 유명하다. 이 회사는 태국에 2개의 생산 현장을 보유하고 있으며 6개 대륙, 100개 이상의 국가에 6,700개 이상의 판매 지점을 통해 제품을 판매하고 있다.